# Prostomis americana
Prostomis americana is een keversoort uit de familie Prostomidae. De wetenschappelijke naam van de soort werd in 1874 gepubliceerd door George Robert Crotch.